# Власник транспортного засобу
Вла́сник тра́нспортного за́собу — фізична або юридична особа, яка володіє майновими правами на транспортний засіб, що підтверджується відповідними документами (свідоцтвом про реєстрацію транспортного засобу).

## Юридичне трактування
Власник транспортного засобу, а також особа, яка використовує такий транспортний засіб на законних підставах, можуть передавати керування транспортним засобом іншій особі, що має при собі посвідчення водія на право керування транспортним засобом відповідної категорії.

## Права
Власник транспортного засобу може передавати такий засіб у користування іншій особі, що має посвідчення водія на право керування транспортним засобом відповідної категорії, передавши їй реєстраційний документ на цей транспортний засіб.